# Seweryn Barbag
Seweryn Eugeniusz Barbag (ur. 4 września 1891 w Przemyślanach, zm. 26 września 1944 w Otwocku) – polski muzykolog, kompozytor i pedagog.

## Życiorys
W 1914 r. ukończył studia prawnicze na Uniwersytecie Lwowskim. W latach 1919–1924 studiował muzykologię w Wiedniu u Guida Adlera uzyskując stopień doktora tej dziedziny na podstawie pracy o twórczości Césara Francka. Ponadto uczył się gry na fortepianie i kompozycji u Josepha Marxa, Ludomira Różyckiego i Henryka Melcera-Szczawińskiego. 
Od 1925 r. był profesorem teorii muzyki we lwowskim konserwatorium. W tym czasie udzielał korepetycji w zakresie kompozycji i gry na fortepianie. Od 1939 r., pomimo radzieckiej okupacji Lwowa, nadal wykładał w konserwatorium. 
W 1942 r. zachorował na gruźlicę i wyjechał do sanatorium w Świdrze koło Warszawy. Jednak nie zdołał wyleczyć się z choroby i zmarł tam w 1944 r.

## Twórczość
Komponował utwory orkiestrowe, kameralne i miniatury fortepianowe. Szczególną aktywność rozwijał jednak jako muzykolog i krytyk muzyczny. Spośród jego prac naukowych na uwagę zasługuje Systematyka muzykologii, w której przedstawił własną propozycję określenia zakresu przedmiotowego muzykologii. 

## Publikacje
- Dzieła Césara Francka, Wiedeń 1925
- Studium o pieśniach Chopina[1], Lwów 1927
- Systematyka muzykologii[2], Lwów 1928
- Publiczność jako problemat kultury muzycznej, 1925/1926
- Polska pieśń artystyczna, 1927
- Projekt reformy szkoły muzycznej niższej, 1929
- Żywa muzyka jako źródło wychowania muzycznego, 1931
- Praca wyższej szkoły muzycznej, 1931
- Propedeutyka teorii muzyki jako zagadnienie dydaktyczne 1931
- Bojkot nowej muzyki, 1933
- Radio i film – czy estrada i scena, 1936